# Łowczy wielki koronny
Łowczy wielki koronny (łac. venator Regni) – urząd dworski Korony I Rzeczypospolitej.
Do jego kompetencji należało organizowanie i nadzór nad polowaniami królewskimi. Strzegł puszcz i lasów królewskich przed kłusownikami, był zwierzchnikiem służby myśliwskiej. Z czasem jego kompetencje przejął podłowczy, a urząd łowczego wielkiego koronnego stał się czysto tytularny. 
Jego odpowiednikiem w Wielkim Księstwie Litewskim był łowczy wielki litewski.